# 李之芳 (朝鮮)
李之芳（イ・ジバン、朝: 이지방、1466年-1537年）は、韓国李氏朝鮮中期の武臣・将軍である。江原道江陵府出身。字は子華。

## 生涯
江陵府出身であり、父は李徴であり、母は陽川許氏である。武科に及第した後、1490年から1493年に彼は北征軍副元帥李季仝の副官として出廷し、平安北道と咸鏡北道地域で盗賊の掃討、女真族と交戦した。1496年（燕山君2年）に彼は領議政愼承善の推薦で、武士張珽・李元宗・李允宗・柳順汀などとともに西征軍将帥に任命された後、鐘城・会寧の府事を歴任した。
1509年2月に彼の母親の死亡で辞職したが、母親喪の是非が付いて殺人をしたが弾劾を受け剥奪、義禁府に投獄されたが保釈金を出して釈放された。以降、義州牧使などを過ごし、1516年（中宗11年）慶尚左道水軍節度使となった。1517年同知中枢府事に任命され、新王妃文定王后尹氏の冊封奏請使が明に派遣されるとき、彼は同知中枢府事として正朝使になって明に行ってきた。北京滞在中彼は明の百科事典「大明会通」を購入し、李成桂が李仁任の息子として記録されたものを持って帰国した。
1518年（中宗13年）8月に辺境の女真族速古乃が女真族を引率いて甲山府を侵略、人と家畜を略奪していこう中宗が彼密かに派遣したが、趙光祖の逆回軍して帰ってきた。
1524年平安道兵馬節度使を務めする際に三屯の野人を構築することを提案したが、司諫院と義禁府で弾劾されて剥奪あたりました。むしろ、1524年1月に女真族との交戦で兵力を失ったことを指摘しあって、言官たちの攻撃を受けた。その年に再び復帰したが、1528年（中宗23年）には明の皇后孝潔粛皇后陳氏が死ぬ陳慰使李芃と進香使に任命され、明に向かう途中、国境地帯である杏山駅で発症し、義州牧使に報告した後の回国、しかし無断もどって来た罪南浦に流刑された。
翌年3月に嫁さんが上訴を上げ流刑地を変更するよう要請し、同じ月に、彼は赤痢・消渇症などの持病で帰ってきたことが明らかになると解放された後、1531年忠清道兵馬節度使に任命されたが病気に赴任していができなかった。
墓地はソウル特別市瑞草区内谷洞山29番地寅坐にある。